# EDIFACT
EDIFACT, förkortning av United Nations/Electronic Data Interchange For Administration, Commerce and Transport (UN/EDIFACT), är en internationell EDI-standard framtagen av Förenta nationerna.
1987 godkändes UN/EDIFACTs syntax-regler enligt ISO-standarden ISO 9735 av Internationella standardiseringsorganisationen.
EDIfact innefattar en uppsättning internationellt överenskomna standarder, kataloger och riktlinjer för elektroniskt utbyte av strukturerade data mellan oberoende datasystem.

## Exempel
Nedanstående exempel beskriver ett ordermeddelande:
```
UNA:+.? '
UNB+UNOA:1+0123456:ZZ+0987654:ZZ+160307:2110+186'
UNH+72+ORDERS:D:97A:UN'
BGM+220+123350+9'
DTM+4:201603072110:203'
RFF+CT:97.8400.1734V'
NAD+DP+0123456+++Testföretaget AB+Testvägen 33'
CTA+IC+:Anders Andersson'
COM+031-1234567:TE'
CUX+2:SEK:9'
PAT+1++5:1:CD:45'
LIN+1'
IMD++3+:::Testartikel'
QTY+21:3:EA'
DTM+2:20160408:102'
PRI+INF:3999'
TDT+20++++ABC123:172:92'
SCC+1'
QTY+113:3:EA'
DTM+2:20160408:102'
UNS+S'
UNT+20+72'
UNZ+1+186'
```

## Struktur
EDIFACT har en hierarkisk struktur, där den översta nivån kallas ett interchange. Varje interchange kan innehålla flera meddelanden som består av segment, som i sin tur består av element. 
Ett interchange börjar med segmentet UNB och avslutas med segmentet UNZ.
Ett meddelande börjar med gruppen UNH och avslutas med segmentet UNT.
En grupp eller segment kan vara obligatoriska eller villkorliga och kan definieras om de är repeterbara eller inte. Oftast så använder man här de engelska uttrycken mandatory (obligatorisk) och conditional (villkorlig).
Till exempel:
```
- C99 indikerar mellan 0 och 99 repetitioner av ett segment eller grupp 
- M99 anger mellan 0 och 99 repetitioner av ett segment eller grupp 
```

En grupp, som till exempel ett meddelande, är en sekvens av segment eller grupper. Det första segmentet eller grupp under en grupp måste vara obligatoriskt, och gruppen bör villkoras om logiken i situationen kräver det.
```
       Service String Advice     UNA  Optional 
+----- Interchange Header        UNB  Mandatory 
| +---   Functional Group Header   UNG  Conditional 
| | +-     Message Header            UNH  Mandatory 
| | |        User Data Segments             As required 
| | +-     Message Trailer           UNT  Mandatory 
| +---   Functional Group Trailer  UNE  Conditional 
+----- Interchange Trailer       UNZ  Mandatory
```

Ett segment innehåller ett eller flera element. Nedan beskrivs ett DTM-segment som består av 3 element.
| Element | Element                              | M/C | R      |
| ------- | ------------------------------------ | --- | ------ |
| C507    | DATUM/TID/PERIOD                     | M   |        |
| 2005    | Datum/tid/period kvalificerare       | M   | an..3  |
| 2380    | Datum/tid/period                     | C   | an..35 |
| 2379    | Datum/tid/period formatkvalificerare | C   | an..3  |

| Pos   | Position                                 |
| M/C   | Mandatory eller Conditional              |
| Repr. | Representation (data eller Content Type) |